# Autobiografia (Chesterton)
(G. K. Chesterton, Autobiografia, I. Per sentito dire)
L'Autobiografia (Autobiography) è un'opera di G. K. Chesterton, pubblicata postuma per la prima volta nel 1936, anno di morte dell'autore.

## Edizioni
- G. K. Chesterton, Autobiografia, Piemme, 1997, ISBN 9788838429200.

- G. K. Chesterton, Autobiografia, traduzione di Cristina Spinoglio, Torino, Lindau, 2010, ISBN 978-88-7180-877-2.